# Білоруський напрямок Московської залізниці
| Білоруський напрямок МЗ          |                      |
| Країна                           | Росія                |
| Статус                           | діюча                |
| Роки роботи                      | з 1870               |
| Підпорядкування                  | Російські залізниці  |
| Експлуатаційна довжина залізниці | 490 км               |
| Ширина колії                     | 1 520 мм             |
| Тип електрифікації               | постійний струм 3 кВ |
|                                  |                      |

Білоруський напрямок — залізничні лінії на захід від Москви. Найчастіше в публікаціях, що належать до залізничних перевезень, може використовуватися і назва «Смоленський напрямок». Головний хід до Смоленська й далі до кордону з Білоруссю (до станції Красне). Довжина головного ходу 490 км.
Цим напрямком курсують приміські електропотяги, а також потяги далекого прямування (в тому числі прямують до Мінська, Берестя, Гомеля, Вільнюса, Калінінграда, Варшави, Берліна, Праги, Парижа).

## Опис
Головний хід адміністративно належить до двох регіонів Московської залізниці: Московсько-Смоленському (центр — Москва-Пасажирська-Смоленська, дільниця від Москви до станції Можайськ) і Смоленському (центр — Смоленськ, дільниця від станції Бородіно до кордону з Білоруссю).
Дільниця від Москви-Пасажирської-Смоленської до станції Бородіно (включаючи Усівську і Звенигородську лінії) обладнана високими пасажирськими платформами. На самій станції Бородіно одна платформа висока, друга низька. Дві високих платформи також є на станції Смоленськ, одна — на станції Вязьма. Більшість платформ на дільниці Вязьма — Красне укорочені. Єдина висока укорочена платформа на Білоруському напрямку — на станції Кунцево-2.

### Пересадки на інші напрямки МЗ
На станції Москва-Пасажирська-Смоленська можливі пересадки на електрички Савеловського та Курського напрямків МЗ;
На станції Кубинка-1 можлива пересадка на електропоїзди, що прямують Великим кільцем МЗ у бік Маніхіно і Поварово (на північ) та в бік Бекасово і Дєтково на південний схід. На даній ділянці Великого кільця працюють тільки електропоїзди Київського напрямку МЗ (Депо ТЧ-20 Апрелевка).

### Пересадки на станції метро
- Зі станції Кунцево І → ст. метро Кунцевська.
- Зі станцій Філі → Філі,
- Зі станцій Москва-Пасажирська-Смоленська → Білоруська
- З платформи Бігова → Бігова
- З платформи Тестовська → Міжнародна